# Abiomyia pallipes
Abiomyia pallipes är en tvåvingeart som beskrevs av Enrico Adelelmo Brunetti 1927. Abiomyia pallipes ingår i släktet Abiomyia och familjen vapenflugor. Inga underarter finns listade i Catalogue of Life.